# Émile Bruneau (cyclisme)
Pour les articles homonymes, voir Émile Bruneau et Bruneau.
Émile Bruneau, né le 22 janvier 1912 à Hyon et mort le 6 juillet 1993 dans la même ville, est un coureur cycliste belge, professionnel de 1933 à 1939 et de 1945 à 1953,.

## Palmarès sur route
- 1932
  - Bruxelles-Charleroi
  - Lille-Paris-Lille
  - Paris-Soissons
  - Paris-Valenciennes
  - Lille-Bruxelles-Lille
  - Paris-Somain
  - 3e du Circuit du Port de Dunkerque
- 1933
  - Paris-Valenciennes
- 1934
  - Circuit de l'Allier
  - Nantes-Saint-Nazaire-Nantes
  - 2e étape de Paris-Saint-Étienne
  - 2e du championnat de Belgique sur route
- 1935
  - Paris-Boulogne-sur-Mer
  - 2e du G.P de la Somme
- 1937
  - 1re étape de Paris-Saint-Étienne
- 1939
  - Circuit du Bocage vendéen
  - Circuit Maine-et-Loire
  - Circuit de Chalais
  - Circuit des Deux-Sèvres :
    - Classement général
    - 1re et 2e étape

## Palmarès sur piste
- 1935
  - 3e du Prix Goullet-Fogler
- 1937
  - 3e du Prix Hourlier-Comès
- 1942
  - 2e du Prix Dupré-Lapize
  - 3e du Prix Hourlier-Comès
- 1943
  - 3e du Prix Dupré-Lapize
- 1944
  - 3e du Prix Hourlier-Comès
- 1946
  - 3e des Six Jours de Buenos Aires
- 1947
  - 3e des Six Jours de Buenos Aires
- 1948
  - Six Jours de Washington (avec Arne-Werner Pedersen)
  - Six Jours de New York (avec Louis Saen)
  - 2e du Prix Wambst-Lacquehay (avec Attilio Redolfi)